# Anders Lindseth
Anders Lindseth (* 1946 in Bodø, Norwegen) ist ein norwegischer Philosoph.

## Leben
Er lehrt als Professor für Praktische Philosophie am Zentrum für praktisches Wissen der Hochschule Bodø und an der medizinischen Fakultät der Universität Tromsø. Er führt seit 1989 eine Philosophische Praxis. Von 1993 bis 2003 war er stellvertretender Vorsitzender der Internationalen Gesellschaft für Philosophische Praxis (IGPP). Er ist Lehrbeauftragter für Persönlichkeitsbildung im interkulturellen Kontext der Hochschule für Philosophie München.

## Schriften (Auswahl)
- Zur Sache der philosophischen Praxis. Philosophieren in Gesprächen mit ratsuchenden Menschen (= Fermenta philosophica). Karl Alber, Freiburg im Breisgau/München 2005, ISBN 3-495-48150-8 (2. Aufl. 2014).